# Harald
Cet article possède un paronyme, voir Harold.

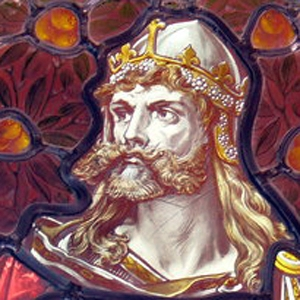
Harald Hardrada, roi de Norvège

Harald est un nom propre utilisé comme prénom.

## Étymologie
Harald est un anthroponyme issu du vieux norrois Haraldr, formé sur les éléments hariaR « guerrier, chef d'armée » et valdr « puissance, force ». C'est la forme scandinave correspondant au nom de personne Harold,.

## Prénom
Harald est un prénom masculin, fêté le 1er novembre par les Églises catholique et orthodoxe.

## Souverains
- Harald Klak roi des Danois (vers 812-827).
- Harald Ier de Danemark, dit Harald à la dent bleue (Blátǫnn ou Blåtand) ou Haraldr Gormsson (910-986), roi de Danemark à partir de 958.
- Harald II de Danemark (vers 994-1018), roi de Danemark de 1014 à 1018.
- Harald III de Danemark (1041-17 avril 1080), roi du Danemark de 1076 à 1080.
- Harald de Man, roi de l'île de Man  de 1223 à 1248.
- Harald II de Man, roi de l'île de Man de 1249 à 1250.
- Harald Ier de Norvège ou Haraldr hárfagri « aux beaux cheveux » (vers 850-933), premier roi de Norvège (872-931).
- Harald II de Norvège (930-970), roi de Norvège de 961 à 970.
- Harald III de Norvège (1015-25 septembre 1066), roi de Norvège de 1046 à 1066 ou Harald Hardrada ou Haraldr Harðráði Sigurðarson.
- Harald IV de Norvège (vers 1100-14 décembre 1136), roi de Norvège de 1130 à 1136.
- Harald V de Norvège (né le 21 février 1937), roi de Norvège (depuis le 17 janvier 1991).

## Œuvres et personnages de fiction
- Harald le Viking, héros et série de bande dessinée, de Liliane et Fred Funcken.

## Personnes portant ce prénom
- Pour voir tous les articles concernant les personnes portant ce prénom, consulter les pages commençant par Harald.